# Ernest Mallet (homme politique)
Pour les articles homonymes, voir Ernest Mallet et Mallet.
Ernest Mallet est un homme politique, historien et avoué né à Mussey le 14 janvier 1850 et mort à Pontoise le 27 novembre 1929.

## Biographie
Il est élève au collège de Joinville puis à la faculté de droit de Nancy. Ses études sont arrêtées par la Guerre de 1870, il les reprend à Paris où il passe sa thèse de doctorat en 1876.
Il est clerc en l'étude de Me Lefrançois à Pontoise et épouse sa fille en 1882. Il prend la tête de l'étude en 1887 et quitte le métier en 1909.
Il est conseiller municipal de Pontoise en 1888, adjoint au maire en 1901, puis maire de la ville de 1904 à 1918. Il fut orléaniste.
Féru d'histoire locale, il est président de la Société historique et archéologique de Pontoise, du Val-d'Oise et du Vexin et publie dans Le Petit Champenois, Le Journal de Bourbonne, Le Spectateur de Langres.
Il fait don de ses livres et d'une somme d'argent pour créer la bibliothèque de Pontoise qui porta son nom et de son fonds Haut-marnais à la bibliothèque départementale de la Haute-Marne.

## Publications
- Histoire du village de Mussey, 1889.
- L'Hypothèque maritime au point de vue théorique et pratique, avec introduction concernant le crédit maritime en France avant la loi du 10 décembre, et suivie d'annexes comprenant, entre autres documents, les modèles des registres hypothécaires, les formules de l'administration, etc., Paris, Marchal, Billard et Cie, 1877.
- Élections du bailliage secondaire de Pontoise en 1789, Pontoise, bureau de la Société historique, 1909.
- La Dette d'un prince sous Henri III, Pontoise, Société des impr. Desableaux, 1927.
- Une note sur l'ancienne communauté des maîtres apothicaires de Pontoise